# Nathan Banks
Nathan Banks (ur. 1868, zm. 1953) – amerykański entomolog oraz akarolog.
Urodził się 13 kwietnia 1868 w Roslyn w stanie Nowy Jork. Uczęszczał na Cornell University, gdzie w 1889 otrzymał tytuł licencjacki (B.S.), a w 1890 magisterski. Uczył się tam pod entomologiem Johnem Henrym Comstockiem. W 1890 objął posadę w Bureau of Entomology w United States Department of Agriculture, gdzie przez 26 prowadził badania nad taksonomią owadów i pajęczaków. W 1916 udało mu się znaleźć zatrudnienie w Museum of Comparative Zoology, gdzie przeniósł swoją liczącą ponad 120 tys. okazów, w tym ok. 1 800 typów, kolekcję. W 1928 został profesorem nadzwyczajnym na wydziale biologii University of Cambridge. Od 1941 do odejścia na emeryturę w 1945 był naczelnym kuratorem ds. owadów w Museum of Comparative Zoology. Zmarł 24 stycznia 1953 w Holliston w Massachusetts.
Bibliografia Banksa obejmuje około 440 artykułów z różnych dziedzin entomologii i akarologii. W latach 1890–1900 publikował głównie o roztoczach, pisząc m.in. podręcznik "A Treatise on the Acarina, Or Mites". Później pisał głównie o owadach z rzędu chruścików, sieciarek, wielkoskrzydłych, widelnic i gryzków. W 1922 został wybrany na członka American Academy of Arts and Sciences.